# 嚴武凱
嚴武凱（1953年9月20日—），太平省人，越南政治家，越南國會代表。

## 生平
- 1915年5月15日出生於越南太平省太瑞縣太福社。[1]
- 2002年當選為越南國會代表。